# El Reno
La ville américaine d’El Reno est le siège du comté de Canadian, dans l’État de l’Oklahoma. Sa population s’élevait à 17 510 habitants en 2012, estimée à 18 516 habitants en 2015.

## Géographie
El Reno se trouve dans les Grandes Plaines, la ville se situe à une quinzaine de kilomètres à l'est d'Oklahoma City et à 75 km au nord-ouest de Tulsa.

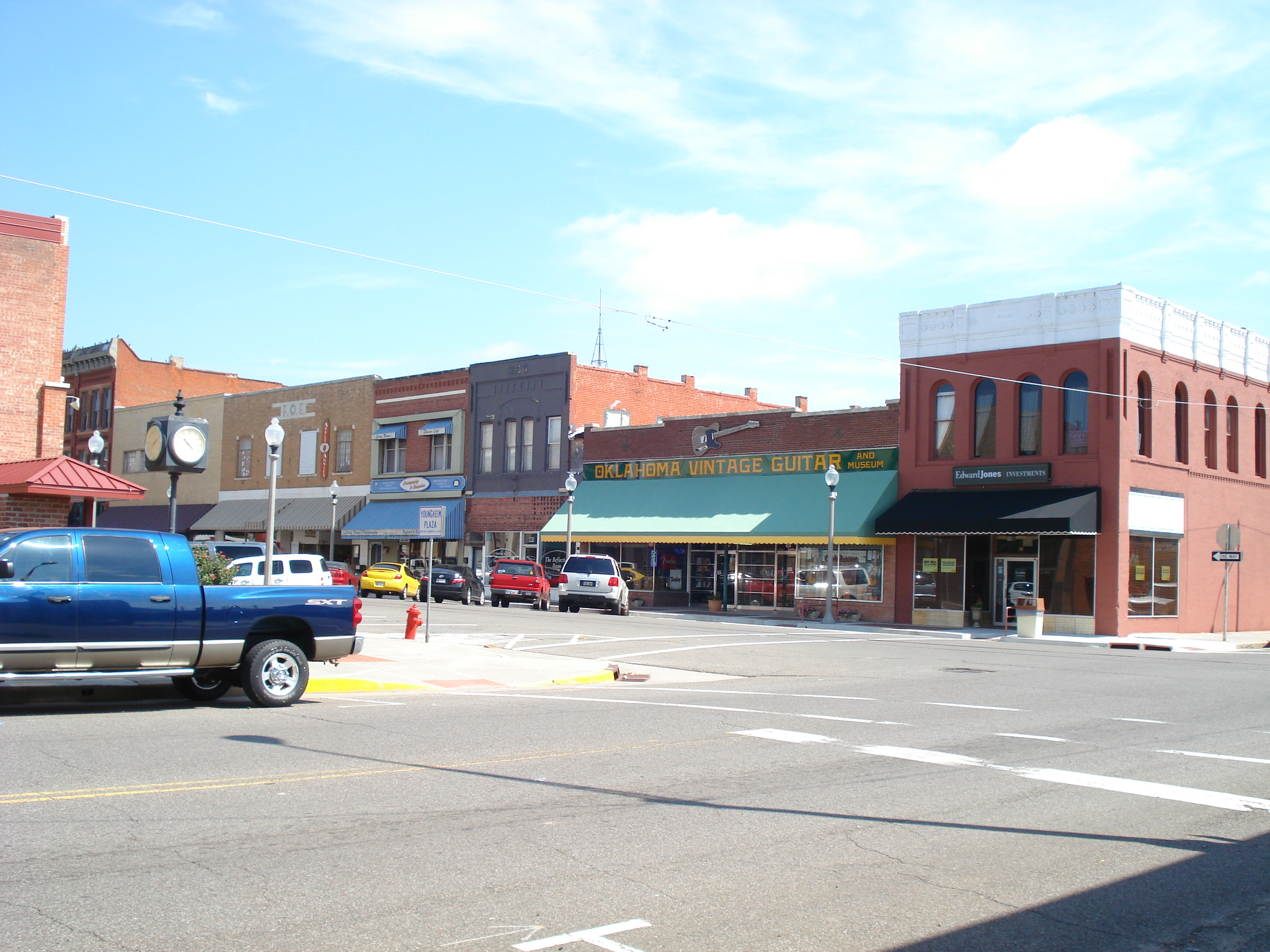
Centre-ville d'El Reno.
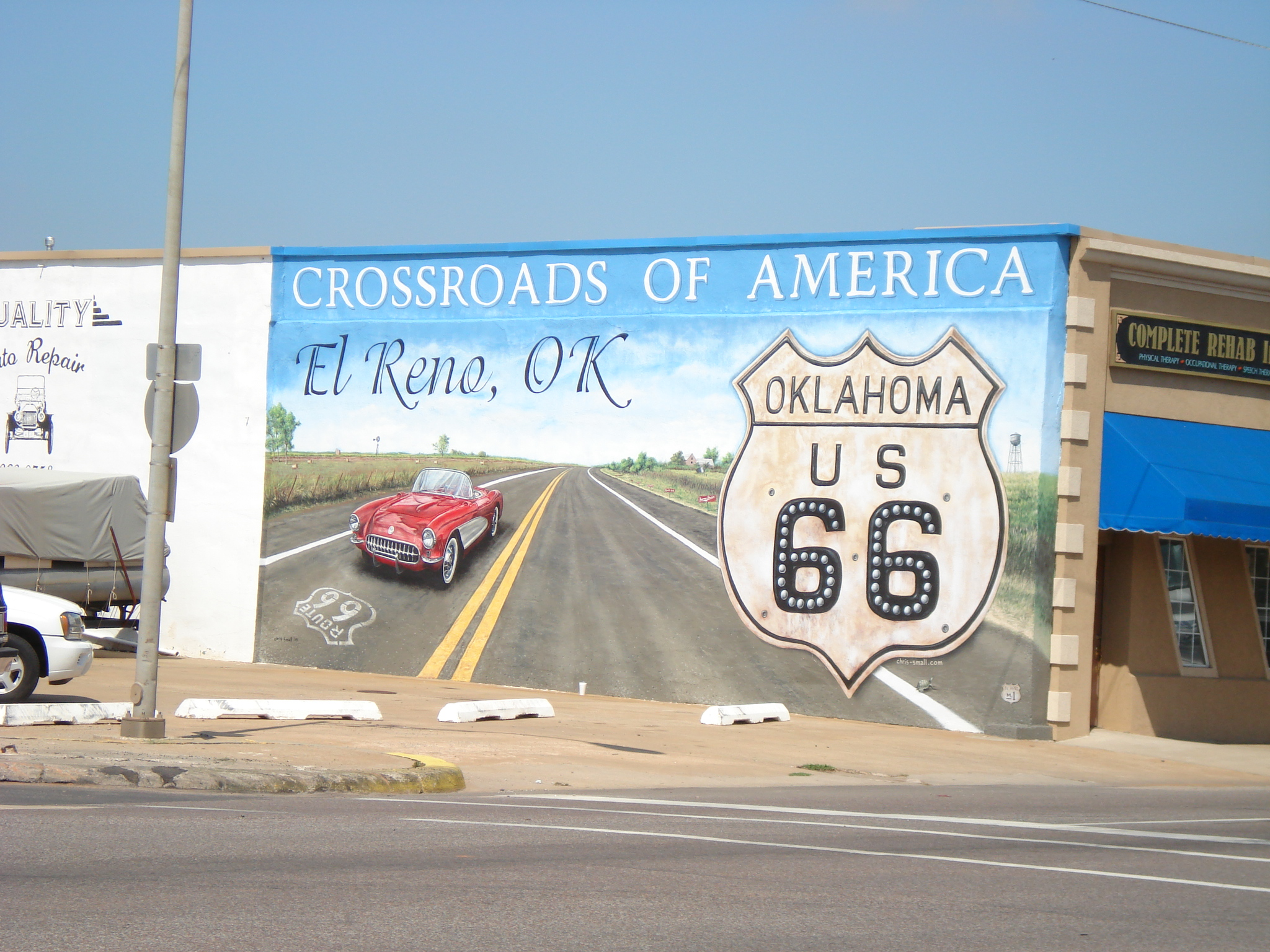
Fresque à l'effigie de l'U.S. Route 66 à El Reno.

## Climat
Le climat d'El Reno est subtropical, avec des températures fraîches... voire froides en hiver et un été chaud et fréquemment orageux avec des pointes à 35 °C en juillet et août. Le printemps est marqué par des tornades entre mars et juin. Ces épisodes tornadiques ont été plus marqués en mai 2013, où la plus large tornade de l'histoire a touché une partie d'El Reno, faisant 8 victimes. La ville d'El Reno se situe dans la région de Tornado Alley.
| Mois                              | jan. | fév. | mars | avril | mai   | juin  | jui. | août | sep. | oct. | nov. | déc. | année |
| --------------------------------- | ---- | ---- | ---- | ----- | ----- | ----- | ---- | ---- | ---- | ---- | ---- | ---- | ----- |
| Température minimale moyenne (°C) | 1    | −1   | 7    | 13    | 17    | 22    | 24   | 25   | 19   | 12   | 5    | 2    | 11,8  |
| Température moyenne (°C)          | 4    | 7    | 11   | 16    | 21,5  | 25,5  | 28   | 28   | 23   | 16,5 | 10,5 | 5    | 17,3  |
| Température maximale moyenne (°C) | 13   | 16   | 19   | 25    | 28    | 32    | 36   | 37   | 28   | 24   | 14   | 10   | 25,3  |
| Précipitations (mm)               | 378  | 405  | 81,3 | 95    | 121,3 | 133,2 | 78,2 | 63,9 | 82,8 | 64,2 | 51,4 | 50,3 | 964,1 |

## Tornade d'El Reno
El Reno a connu le 31 mai 2013 une tornade meurtrière, qui s'est déclarée à 18h03. Celle-ci fut la plus large tornade de l'histoire[réf. nécessaire] avec un diamètre de 4,2 km (2,6 miles). Elle parcourut une distance de 26 km en 40 minutes, se déplaçant à une vitesse maximum de 87,5 km/h. Le National Weather Service (Service Météo National) a classé la tornade d'El Reno EF3 puis EF5 sur l'échelle de Fujita améliorée, mais un radar doppler a enregistré une rafale à 482 km/h dans l'un de ses nombreux sous-vortex, ce qui correspond aux limites hautes du niveau EF5 de cette échelle. La tornade s'est heureusement dissipée aux portes d'Oklahoma City (capitale de l'Oklahoma) à 18h43, limitant ainsi le nombre de victimes. Cette tornade est la première de l'histoire à faire des victimes parmi les chasseurs de tornades, quatre d'entre eux trouvent la mort sur son passage, dont trois sont des scientifiques reconnus: Tim Samaras, Paul Samaras et Carl Young.

## Lieux et monuments
- Institution correctionnelle fédérale d'El Reno, prison fédérale américaine

## Personnalité liée à la ville
Le musicien de jazz Sam Rivers est né à El Reno en 1923.